# Зутмульдер, Пит
Петрус Йозефус (Пит) Зутмульдер (29.01.1906, Утрехт, Нидерланды — 8.07.1995) — голландский филолог-индонезиевед, специалист по старояванскому языку и яванской литературе, составитель старояванско-английского словаря, член монашеского ордена иезуитов.

## Биография
Родился в католической семье в городе Утрехт. Во время получения среднего образования проявил интерес к карьере священника. С 1925 года был связан с Орденом Иезуитов. По линии иезуитов был направлен в Голландскую Ост-Индию. Учился в Промежуточной Семинарии в Джакьякарте. Овладев языком вернулся в Голландию и продолжил обучение в Лейденском университете. После начала Второй мировой войны вернулся в Индонезию. С приходом японцев попал в плен. После окончания войны продолжил академическую карьеру в Университете Гаджа Мада.
Похоронен в Джакьякарте.

## Основные труды
- Old Javanese-English Dictionary. 1982
- Kalangwan: a survey of Old Javanese literature. 1974
- P.J. Zoetmulder, S.O. Robson, Darusuprapta, 1995, Kamus Jawa Kuna-Indonesia, Jakarta: Gramedia dan Instituut voor Taal-, Land- en Volkenkunde (KITLV). Bekerja sama dengan S.O. Robson. Penerjemah: Darusuprapta dan Sumarti Suprayitna. ISBN 979-605-347-0